# 埃普沃斯福雷斯特 (印地安納州)
埃普沃斯福雷斯特（英語：Epworth Forest）是位於美國印地安納州科西阿斯科縣的一個非建制地區。該地的面積和人口皆未知。